# Harmati Béla
Harmati Béla (Ősagárd, 1936. április 23. – 2024. december 23.) evangélikus magyar lelkész, 1987 és 2003 között a Déli evangélikus egyházkerület püspöke.

## Életrajza
Szülei: Harmati Béla Márton evangélikus lelkész és Macsuga Margit. A Harmati–Horeczky család tagjai a XVII. századig visszavezethetően lelkészek és tanítók voltak az ev. egyházban.
1954-től a Budapesti Evangélikus Teológia hallgatója volt, tanulmányait 1959-ben fejezte be. 1959. július 19-én kapott lelkészi ordinációt a budapesti Deák téri templomban. Káldy Zoltán püspök avatta lelkészé.  1980-ban az Evangélikus Teológián a rendszeres teológia tárgykörében teológiai doktorátust szerzett.  Segédlelkészi szolgálati helyei: Veszprém, Balassagyarmat, Rudabánya, Budapest Fasor, Budapest Józsefváros. 1965 decemberében a Magyar Televízió William Shakespeare életművéről rendezett világirodalmi versenyen első díjat nyert. 
1966–1967-ben az Egyházak Világtanácsa ösztöndíjasaként a Genf-Bossey-i Ökumenikus Főiskolán és a zürichi egyetemen folytatott posztgraduális tanulmányokat az ökumenikus és rendszeres teológia, filozófia és szociológia területén. 1967-től 1970-ig a Lutheránus Világszövetség meghívására Genfben a Teológiai Osztály asszisztenseként dolgozott. Feladata volt az 1970-es világgyűlés tanulmányi előkészítése. 1970–1973 külügyi titkár Káldy Zoltán püspök mellett, és a Teológián előadó. 1973-tól 1976-ig helyettes tanár a Teológián (rendszeres teológiai tanszék). 1976-tól 1980-ig a Budapest Deák-téri Egyházközség lelkipásztora. A halálozás miatt megüresedett budapesti püspöki tisztre hívták meg 1987 őszén a Déli Egyházkerület gyülekezetei 88,1 százalékos választási eredménnyel. Tizenhat évi püspöki szolgálat után, 2003-ban ment nyugdíjba az egyházi törvények szerint.
1980-tól a Lutheránus Világszövetség Tanulmányi Osztálya szociáletikai titkáraként, Genfben nemzetközi teológiai tanulmányi programokat és konferenciákat szervezett. 1992 és 1998 között a Magyarországi Egyházak Ökumenikus Tanácsának, 1991-től a Magyar Bibliatársulatnak elnöke. A Magyar Környezetvédelmi Egyesület tiszteletbeli elnöke, a Keresztény-Zsidó Társaság társelnöke. A Johannita Lovagrend tagja. 1994-től a Lutheránus Világszövetség és a Római Katolikus Egyház dialógus-bizottságának evangélikus társelnöke. 1995-ben a Kolozsvári Egyetemi Fokú Protestáns Teológiai Intézet tiszteletbeli doktori címmel tüntette ki. 1997-től a Lutheránus Világszövetség Végrehajtó Bizottsága és Tanácsa tagja. A rendszeres, ökumenikus, filozófiai s szociológiai tudományok területén végzett kutatásokat. Számos tanulmánya jelent meg angol, német és magyar nyelven.
A Budapest-Fasori Egyház ifjúsági körében, 1958-ban ismerkedett meg Polgár Rózsával (1936-2014), és 1962-ben házasságot kötöttek. Felesége az Iparművészeti Főiskola kárpitszövő szakán tanult, 1967-ben szerzett diplomát. Két gyermekük született Béla, László (1966-), Gergely Ádám (1969-).
Harmati Béla  mint „Rudas Gábor”, illetve „Gál Lajos” fn. ügynök működött az állambiztonság kötelékében. Majsai Tamás: Öt évtizeden át ügynökök az evangélikus egyház élén. IV. Sófár. 2006 október 8.

## Fontosabb munkái
- Christian Ethics and Property /ed/ LWF, Geneva, 1982.

- Christliche Ethik und die Frage des Eigentums /Hg/ LWB, Genf, 1982.

- Church and Nation Building – The Role of the Church in Nation Building /ed/ LWF, Geneva, 1983.

- The Church and Civil Religion in the Nordic Countries of Europe /ed/ LWF, Geneva, 1984.

- Ordnung und Praxis Kirchlicher Amtshandlungen /Hg/ LWB. Genf, 1984.

- The Church and the Ideology of National security-Die Kirche und die Ideologie der national Sicherheit /ed-Hg/ LWF-LWB, Geneva-Genf, 1984.

- The Church and the Civil Religion in Asia /ed/ LWF, Geneva, 1985.

- Christian Ethics-Property /ed/ Geneva, 1985.